# Rizières en terrasses des Hani de Honghe
Les rizières en terrasses des Hani de Honghe (système Hani de riziculture en terrasses), se trouvent en Chine dans la préfecture autonome hani et yi de Honghe, Xian de Yuanyang (province du Yunnan). L'histoire des terrasses s'étend sur près de 1 200 ans. Ces rizières se déploient dans quatre comtés (xian) : Yuanyang, Honghe, Jinping et Lüchun. La zone centrale des terrasses est située dans le comté de Yuanyang. La région[Quoi ?] compte environ 400 000 hectares et la zone considérée, 16 000 ha.
En 2013, les rizières en terrasse des Hani de Honghe ont été répertoriées comme sites du Patrimoine mondial.

## Sites pittoresques
La région compte quatre grands sites touristiques : l'arbre de Duoyi, Bada, Tiger Mouth et Jingkou, situés dans le comté du Yuanyang. Les terrasses présentent différents aspects selon les saisons. De novembre à mars, elles sont inondées et reflètent le soleil. D'avril à septembre, les rizières prennent la couleur verte du riz en croissance. Fin septembre et début octobre, le riz arrive à maturité et les champs virent au jaune.
Il n'est pas commode de se déplacer entre les lieux touristiques. Il est donc préférable de louer une voiture pour visiter ces sites pittoresques. Il est recommandé de regarder le lever du soleil à Duoyi Tree et le coucher du soleil à Tiger Mouth. Des mers de nuages sont souvent visibles dans le site pittoresque de Bada. Le village de Jingkou est bien conservé, et les touristes peuvent découvrir la culture locale des Hanis. De nombreuses autres terrasses peuvent être visitées, sans aucun droit d'entrée, en particulier dans les villages de Longshuba et Habo.

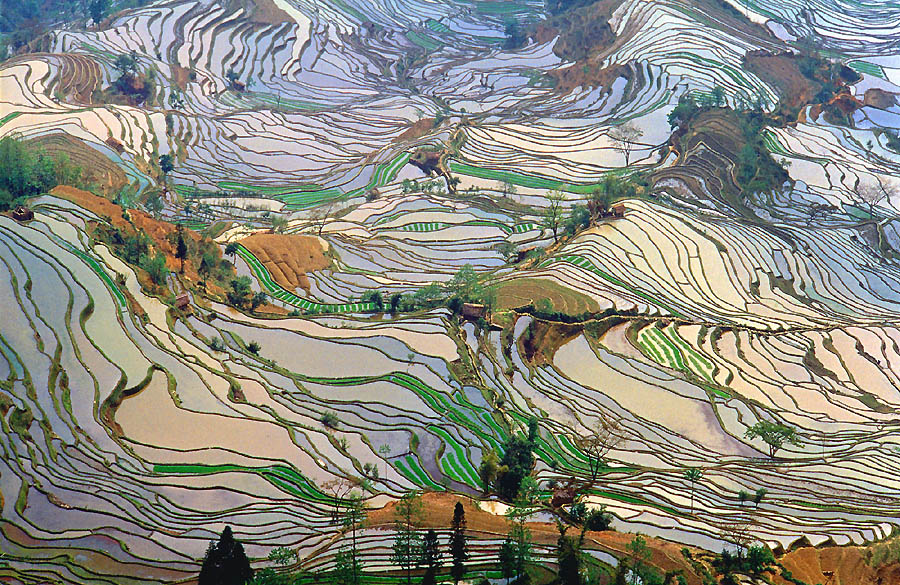
Rizières en terrasses des Hani de Honghe.